# Quebrada de las Conchas

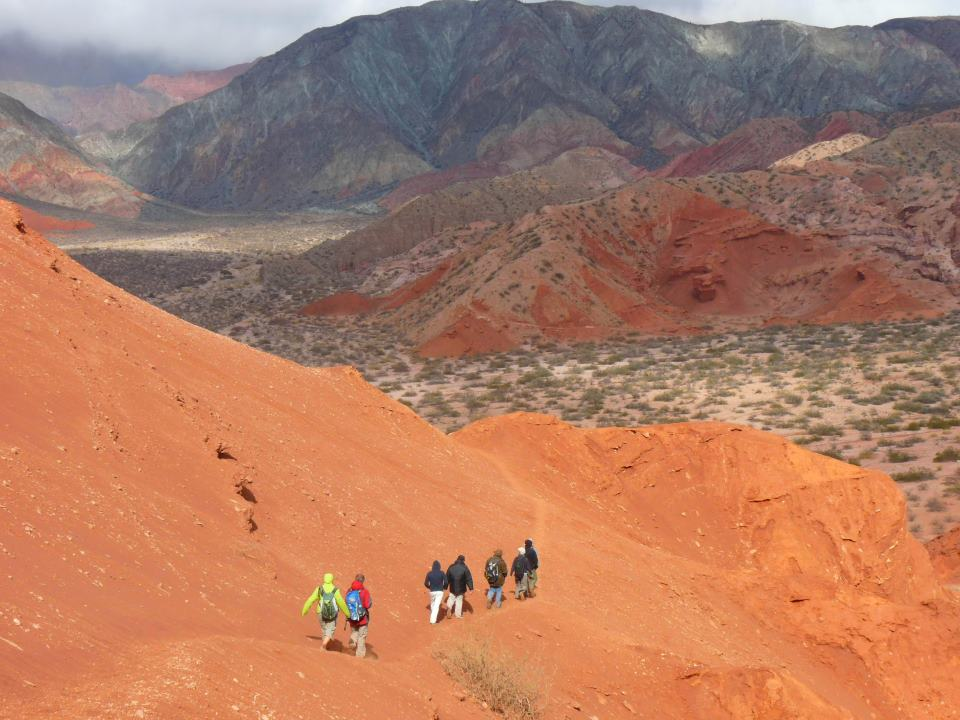
La Quebrada de las Conchas en la provincia de Salta.

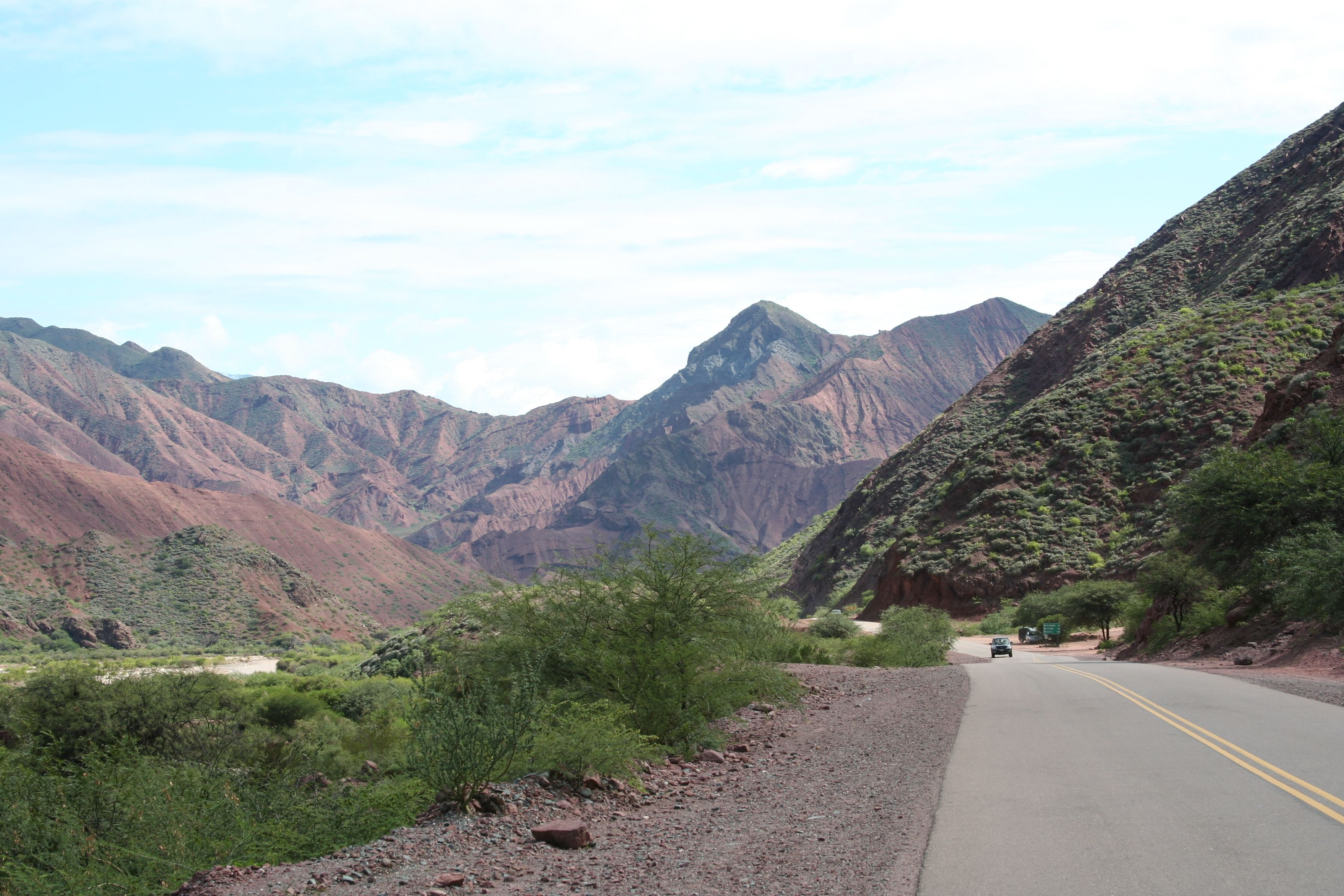
Quebrada de las Conchas - Ruta Nacional 68.

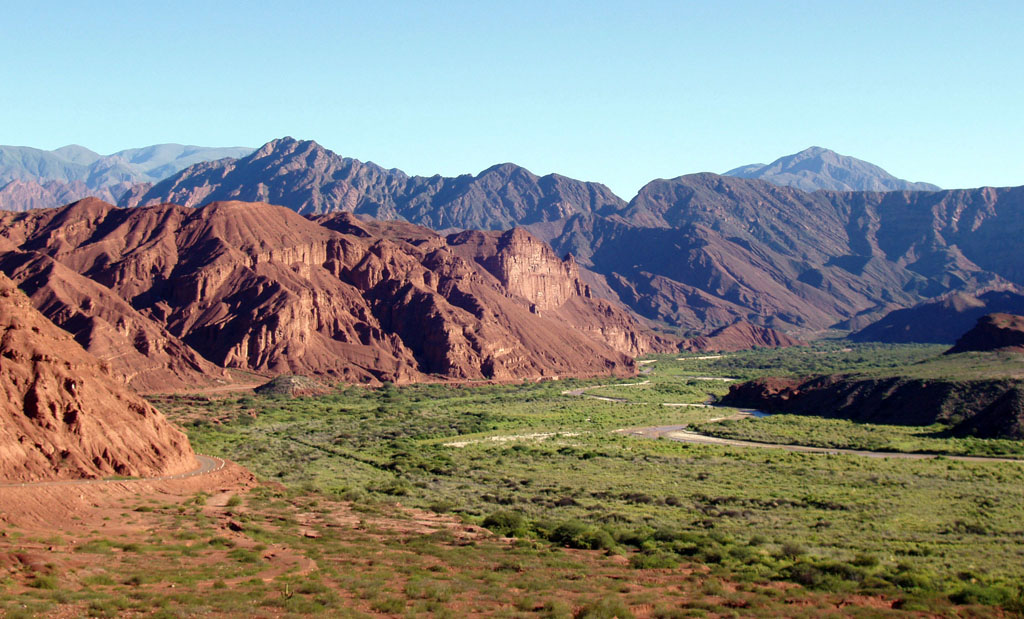
Quebrada de las Conchas, Valles Calchaquíes.

La Quebrada de las Conchas, también conocida como Quebrada de Cafayate, es una reserva natural que se encuentra ubicada dentro de los Valles Calchaquíes, en la provincia de Salta, norte de la República Argentina, muy cercana a la localidad de Cafayate.
Ubicada a 90 km al sudoeste de la ciudad de Salta comprende parte de los departamentos de La Viña, Guachipas y Cafayate y pertenece a la ecorregión chaco seco y monte de sierras y bolsones.
Esta quebrada es un área de gran belleza paisajística  con formaciones rocosas muy llamativas por sus coloraciones rojizas. En el año 1995 fue declarada por decreto N.º 6806 como reserva natural manejada, con una superficie de 25784 ha,  a fin de proteger las curiosas formaciones geológicas y altos paredones de singular valor paisajístico, a la vez que a un importante yacimiento paleontológico  perteneciente al período cretácico. La quebrada es un accidente geológicamente moderno, producida por movimientos tectónicos que tuvieron lugar en los últimos dos millones de años.
Por la quebrada y dentro de la reserva discurre el río las Conchas donde se encuentra la traza de la Ruta Nacional 68, que une la localidad de Cafayate con la ciudad de Salta. En su recorrido pueden apreciarse paisajes de colores muy variados y geoformas de gran variedad entre las que se destacan la Garganta del Diablo y el anfiteatro de rocas sedimentarias rojizas. En el pasado (cuando el pasado era húmedo) estas formaciones fueron cascadas de agua dulce y que por el flujo del agua concentrada fueron erosionando la piedra, lo que hoy asombran por su especial configuración.
Otras geoformas que pueden observarse a la vera de la ruta son. El Anfiteatro, El Fraile, El Sapo, las Ventanas, Los Castillos, etc. y  a unos 7 km de Cafayate Los Médanos, depósito de finas arenas eólicas calcáreas.
Por su rico pasado arqueológico e histórico, la reserva presenta numerosos restos fósiles. En la zona cercana al puente Morales se encuentran ranas fósiles del grupo de los pípidos. Existen capas de calizas marinas y continentales muy ricas en fósiles e incluso en huellas de dinosaurios. También, se presentan los llamados estromatolitos.  En la Yesera, existe un importante yacimiento de peces fósiles, evidencia de un proceso que habría ocurrido hace unos 15 millones de años: el último ingreso del mar al continente.
En recientes investigaciones arqueológicas se descubrió que a escasos metros de la actual ruta 68 discurría el camino del inca, agregando relevancia arqueológica al sitio.
La quebrada y su entorno una de las áreas importantes para la conservación de las aves en Argentina.

## Galería

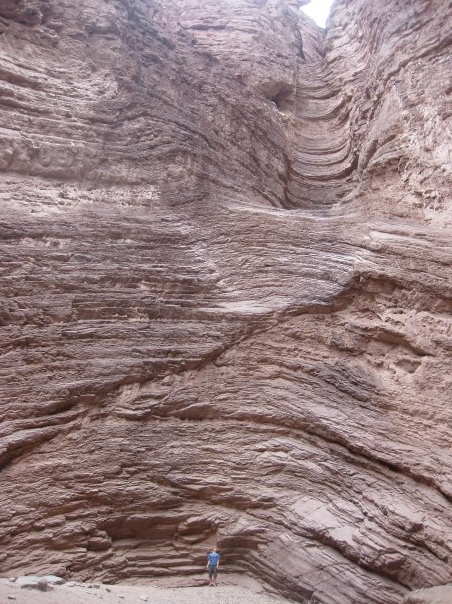
El Anfiteatro, Cafayate.
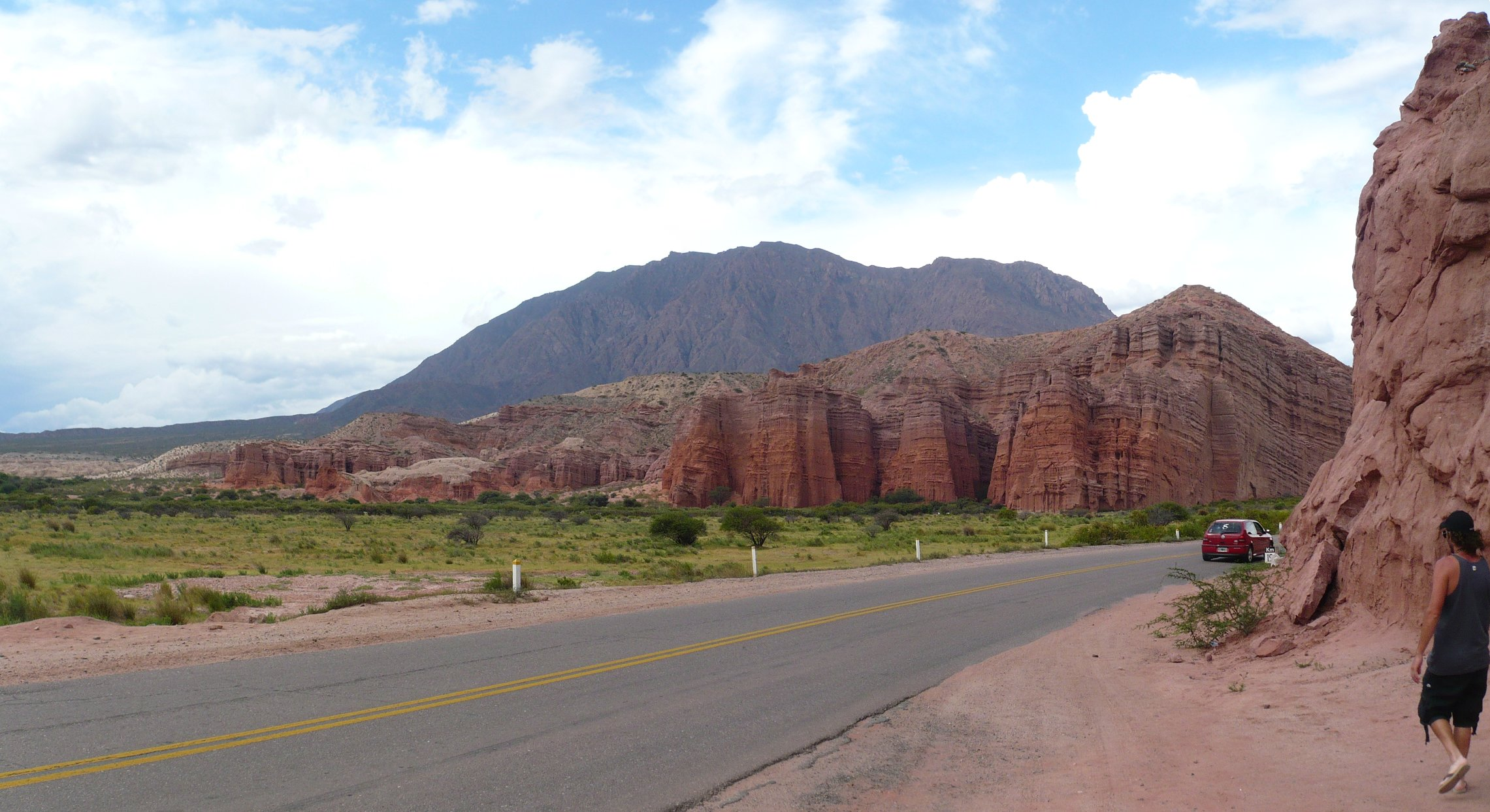
Los Castillos
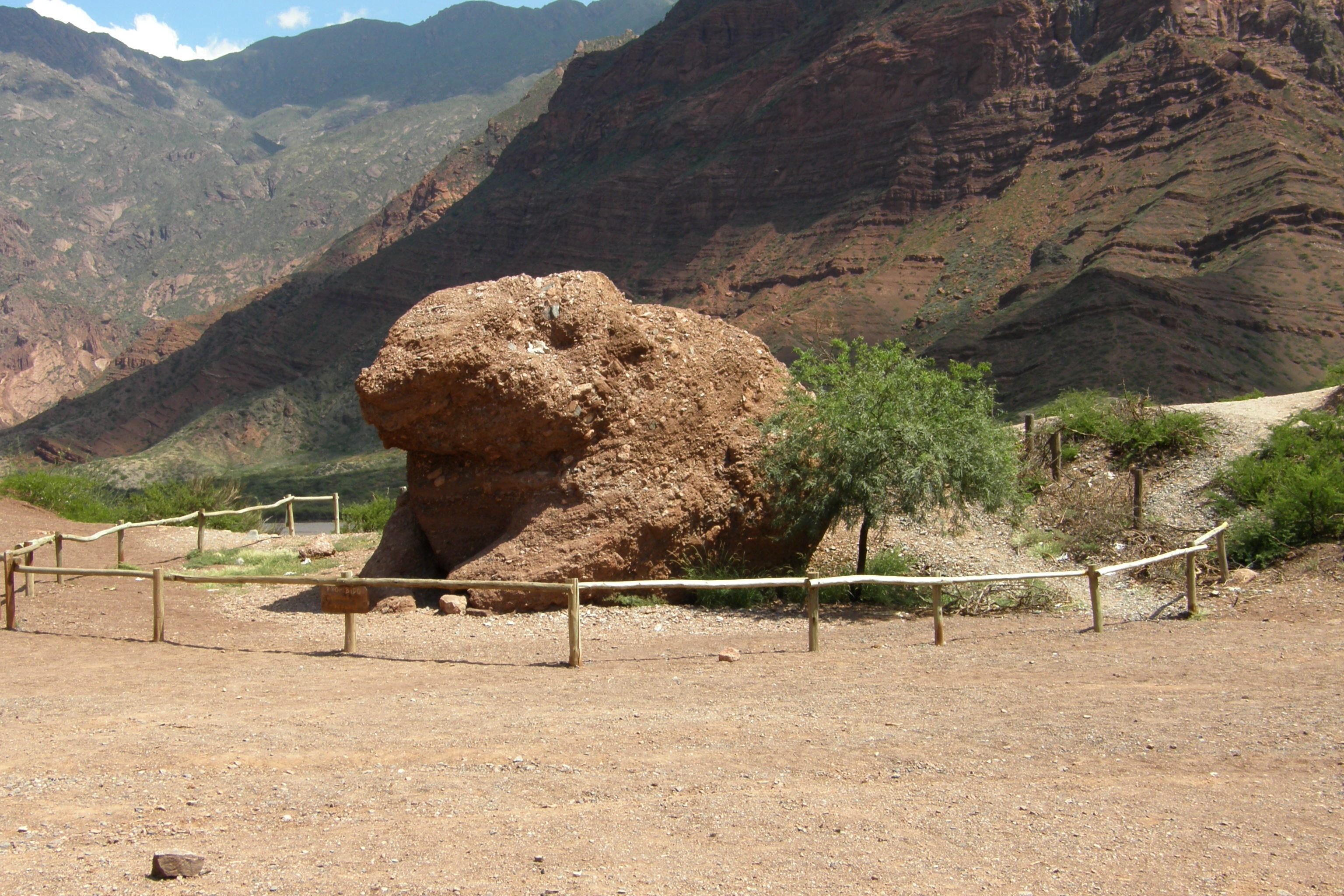
El Sapo
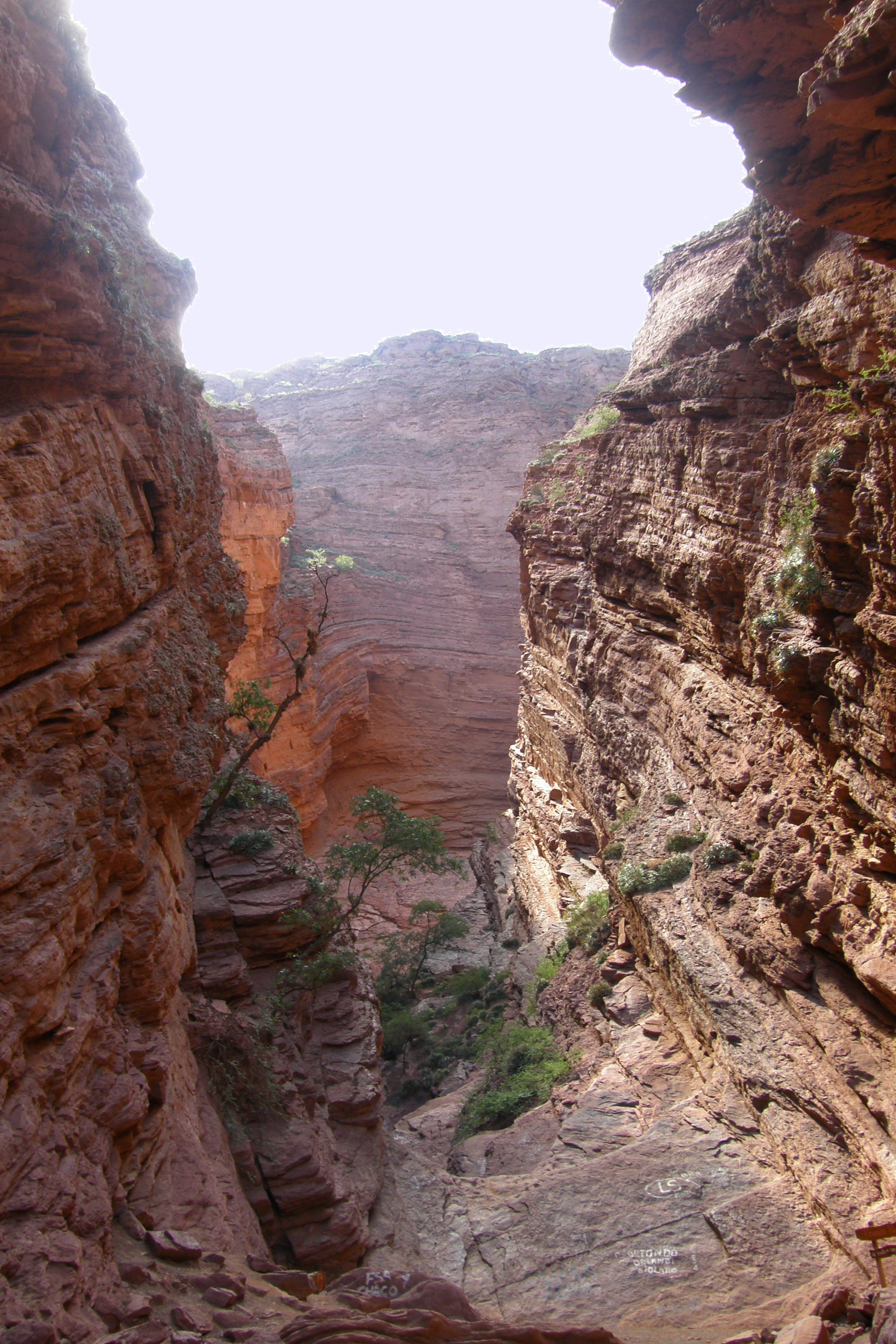
Garganta del diablo
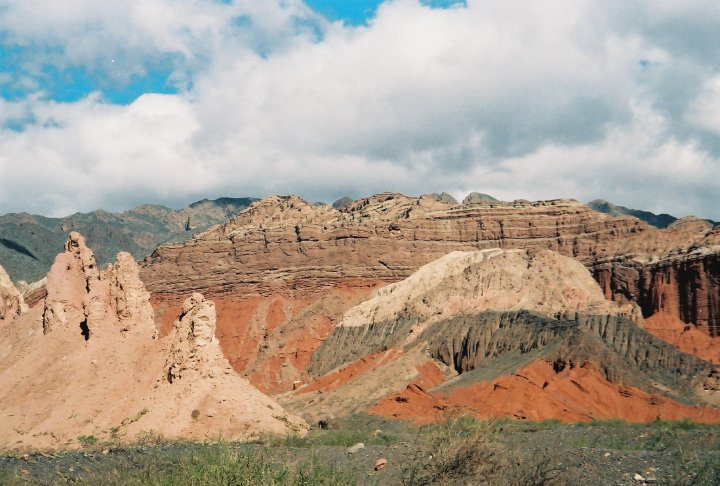
Vista de los cerros en la quebrada
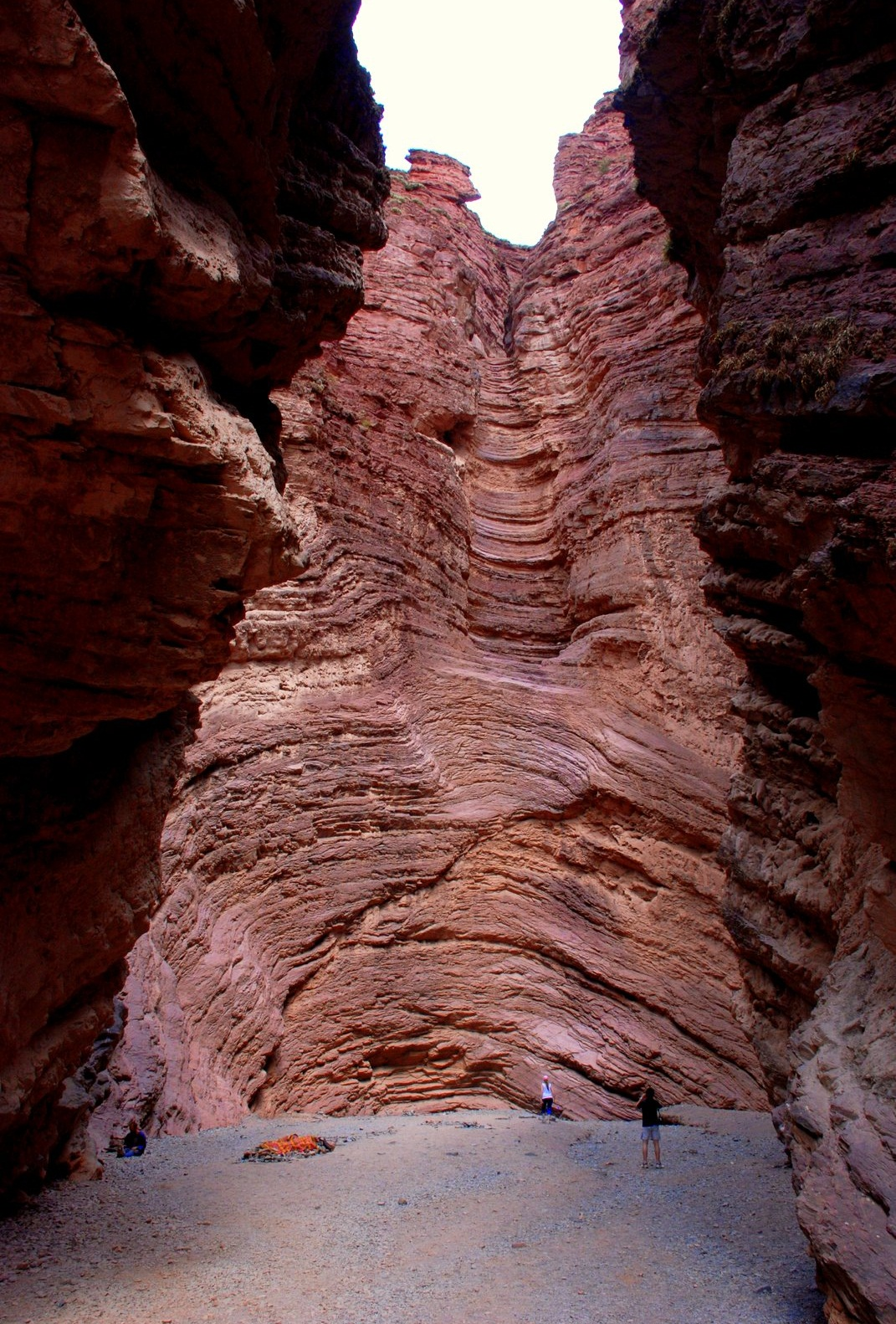
Anfiteatro
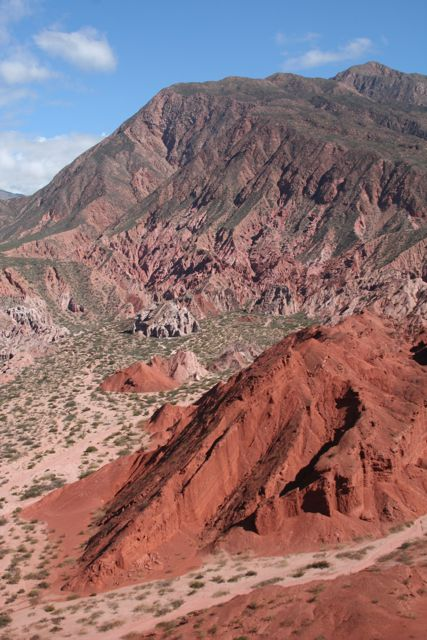
Quebrada
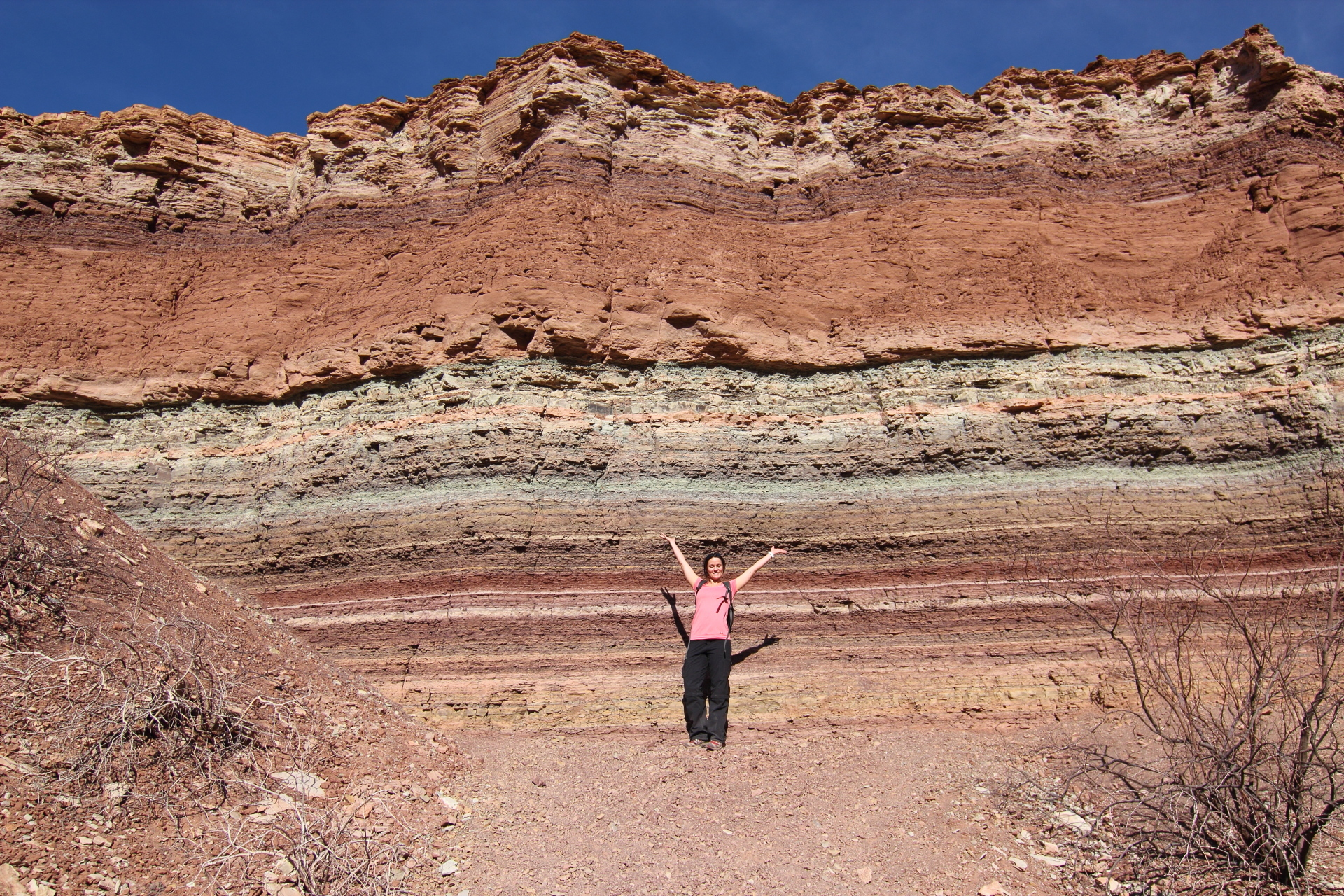
La Yesera
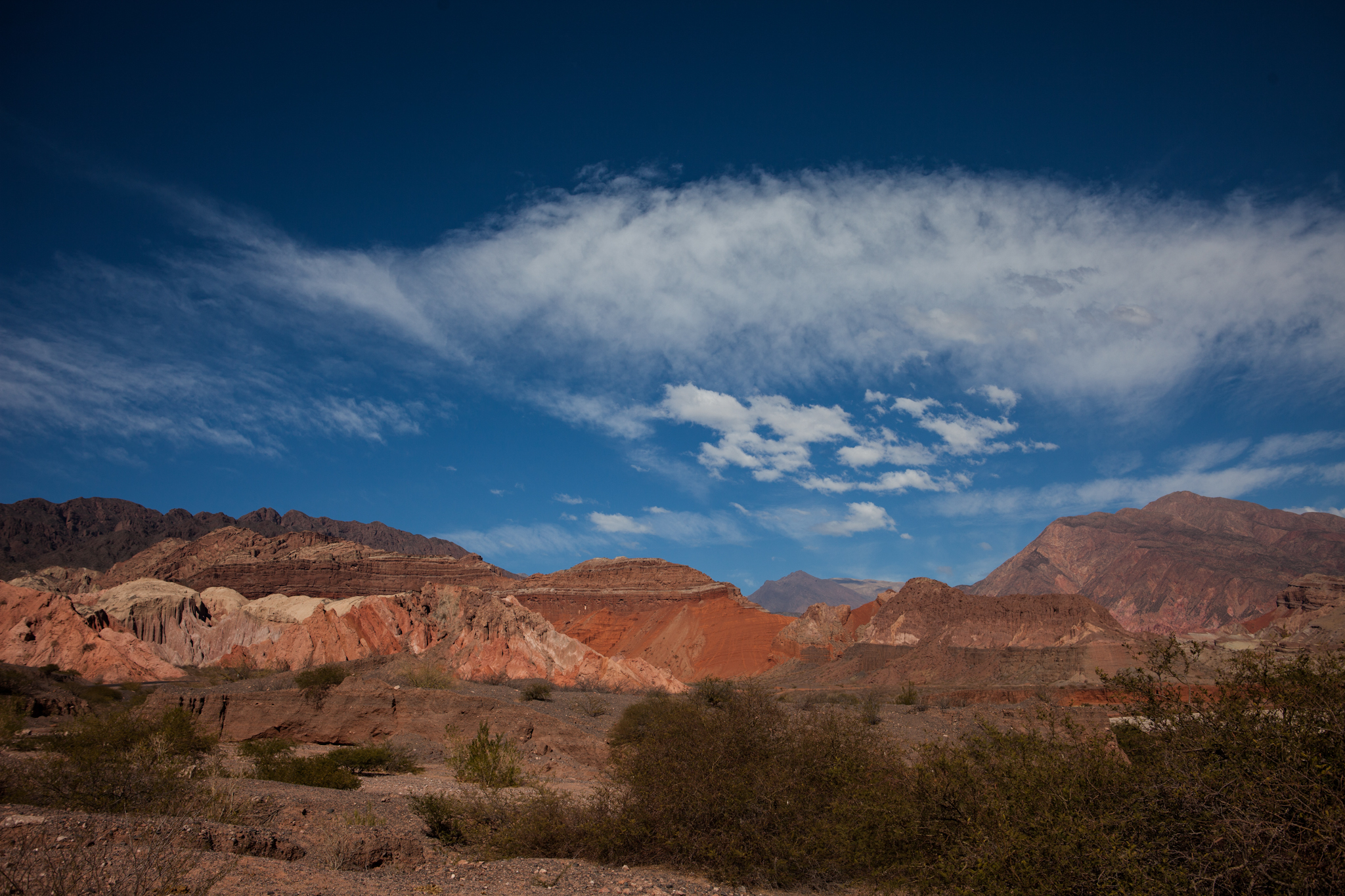
Camino a Cafayate
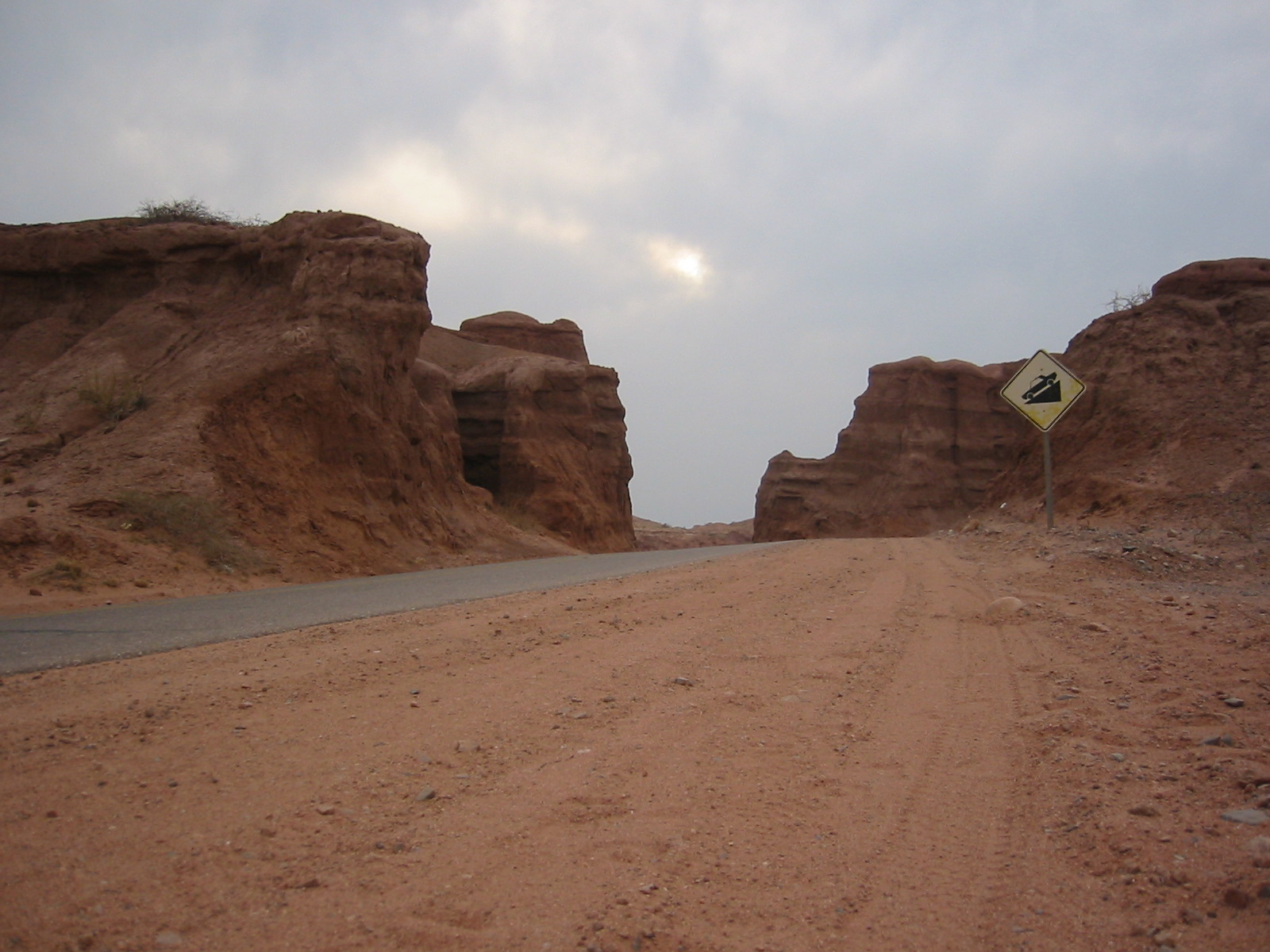
Ruta
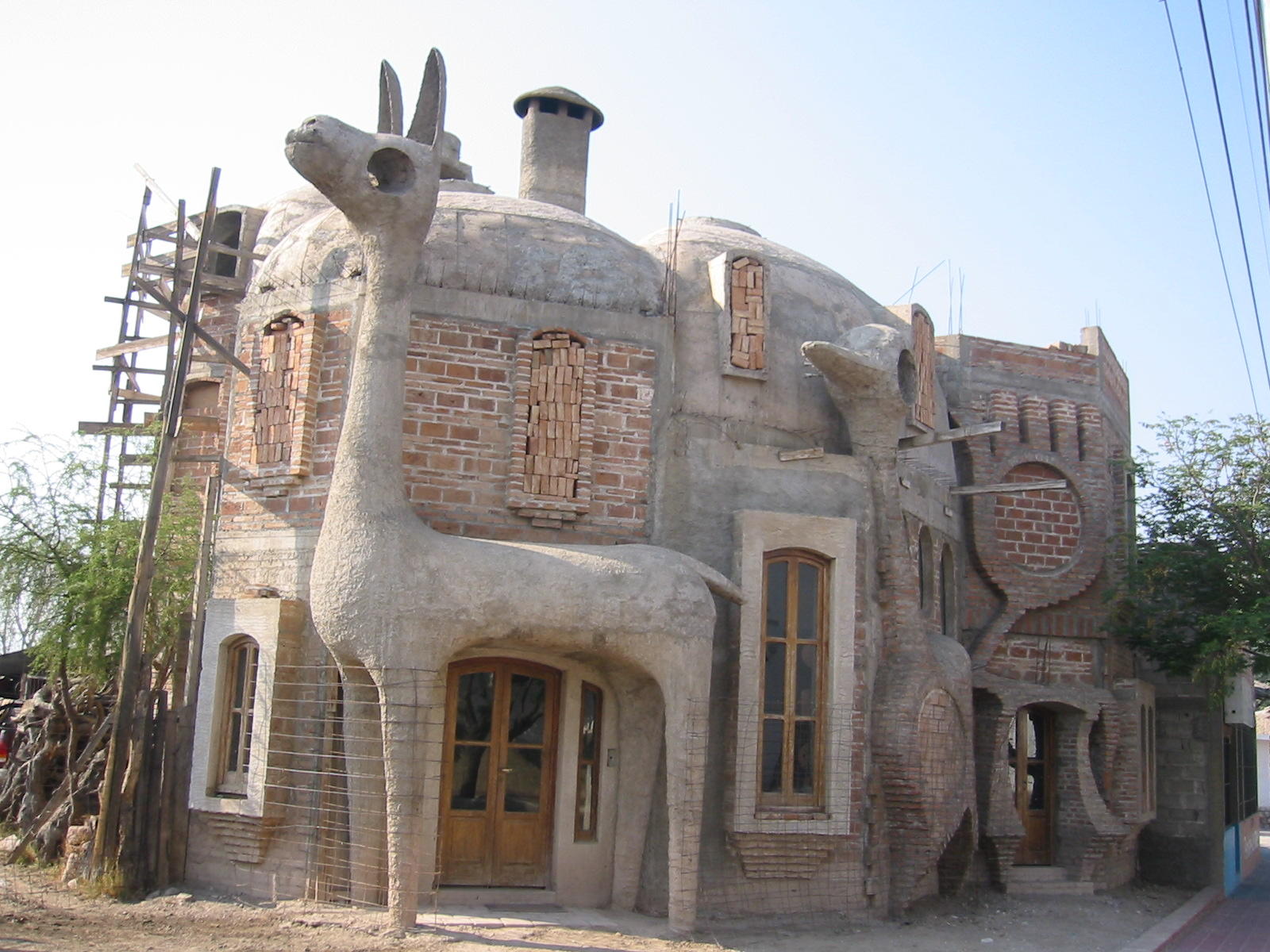
Cafayate
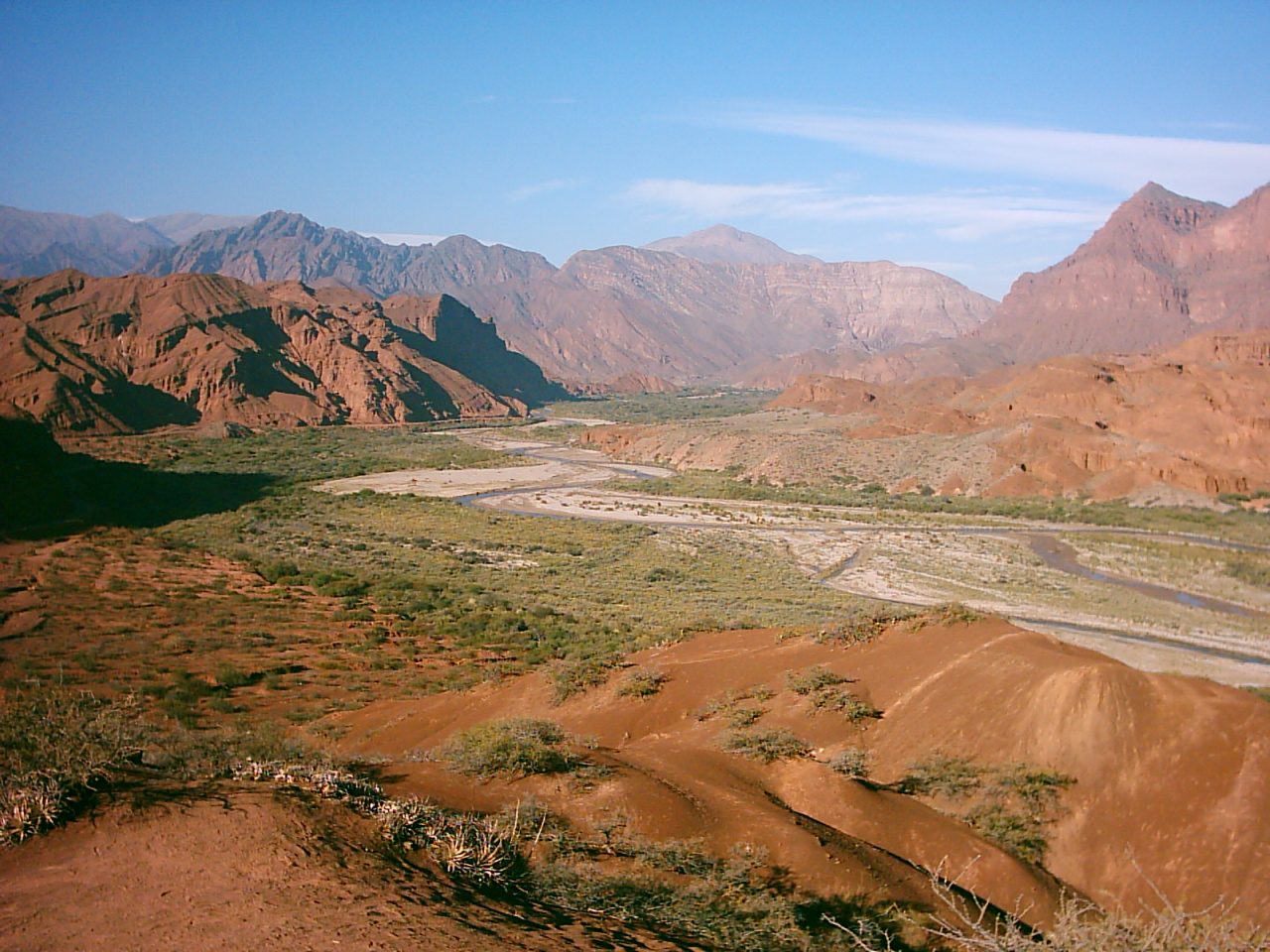
La Quebrada de las Conchas vista desde  Tres Cruces.